# 钱业月报
《钱业月报》是上海钱莊界人物秦润卿于1921年创办的金融刊物，由上海钱业公会钱业日报社出版发行，是为上海众多钱庄的喉舌。《月报》在创办之初秉持“联络同业之感情，维护公共之利益，促进其业务上之发达，矫正其习惯上之弊端”的宗旨，大力宣传西方的金融观念，设有传略、论说、调查、选论、新闻摘要、外埠金融及商情、本埠金融及商情、统计、小说等栏目。1927年后设立编辑委员会，由魏友棐主编，报道内容扩大到整个社会经济，并曾报道过苏联的经济模式。1937年全面抗战爆发后，宣扬抗日理念，发行6期特刊后停刊。1945年抗战结束后复刊，报道反对当时国民政府的金融管制，但由于恶性通货膨胀经营困难，1949年5月解放军占领上海后停刊，停刊号20卷第4期。